# Erythromelana obumbrata
Erythromelana obumbrata är en tvåvingeart som först beskrevs av Wulp 1890.  Erythromelana obumbrata ingår i släktet Erythromelana och familjen parasitflugor. Inga underarter finns listade i Catalogue of Life.